# Adolph Woermann
Adolph Woermann (født 10. december 1847 i Hamborg, død 4. maj 1911 sammesteds) var en tysk forretningsmand, skibsreder og politiker. Han var bror til Karl Woermann.
Woermann var på sin tid den største tyske handelsmand i Vestafrika. Skibet SS Adolph Woermann er opkaldt efter ham.